# Maximiliano Perg
Maximiliano Perg Schneider (Paysandú, 26 settembre 1991) è un calciatore uruguaiano, difensore del Danubio.

## Caratteristiche tecniche
È un difensore centrale.

## Carriera
Cresciuto nel settore giovanile del Fénix, ha esordito in prima squadra il 21 agosto 2011 disputando l'incontro di Primera División Profesional vinto 2-1 contro il Bella Vista.